# Gonzalo Pizarro
Gonzalo Pizarro (1502 — 9 de abril de 1548) foi um soldado e conquistador espanhol. Era meio-irmão mais jovem de Francisco Pizarro, conquistador do Império Inca.

## Primeiros anos no Peru
Nascido em Trujillo, Espanha, Gonzalo Pizarro acompanhou seu irmão mais velho, Francisco Pizarro, na sua terceira expedição para a conquista do Peru em 1532. Gonzalo também era irmão de Hernando Pizarro e de Juan Pizarro. Um homem de confiança de seu irmão Francisco durante a conquista, Gonzalo foi um dos mais corruptos, brutais e cruéis conquistadores do Novo Mundo, sendo muito menos contido contra os nativos e os incas que seus outros irmãos.
Após o imperador inca Atahualpa ter sido capturado na batalha de Cajamarca e depois executado em 29 de agosto de 1533, os irmãos Pizarro e seus seguidores marcharam em direção à capital inca de Cusco para completar a conquista.
Em pouco tempo surgiram discórdias entre Francisco Pizarro e Diego de Almagro com respeito à liderança das novas terras conquistadas dos incas. Por isso, Almagro deixou Cusco em 1534 e recebeu o privilégio do rei Carlos I para explorar a parte sul do Peru (o atual Chile) e lá procurar por mais tesouros. Com a partida de Almagro, Gonzalo e Juan foram nomeados por Francisco como protetores de Cusco sem que ele tomasse conhecimento.

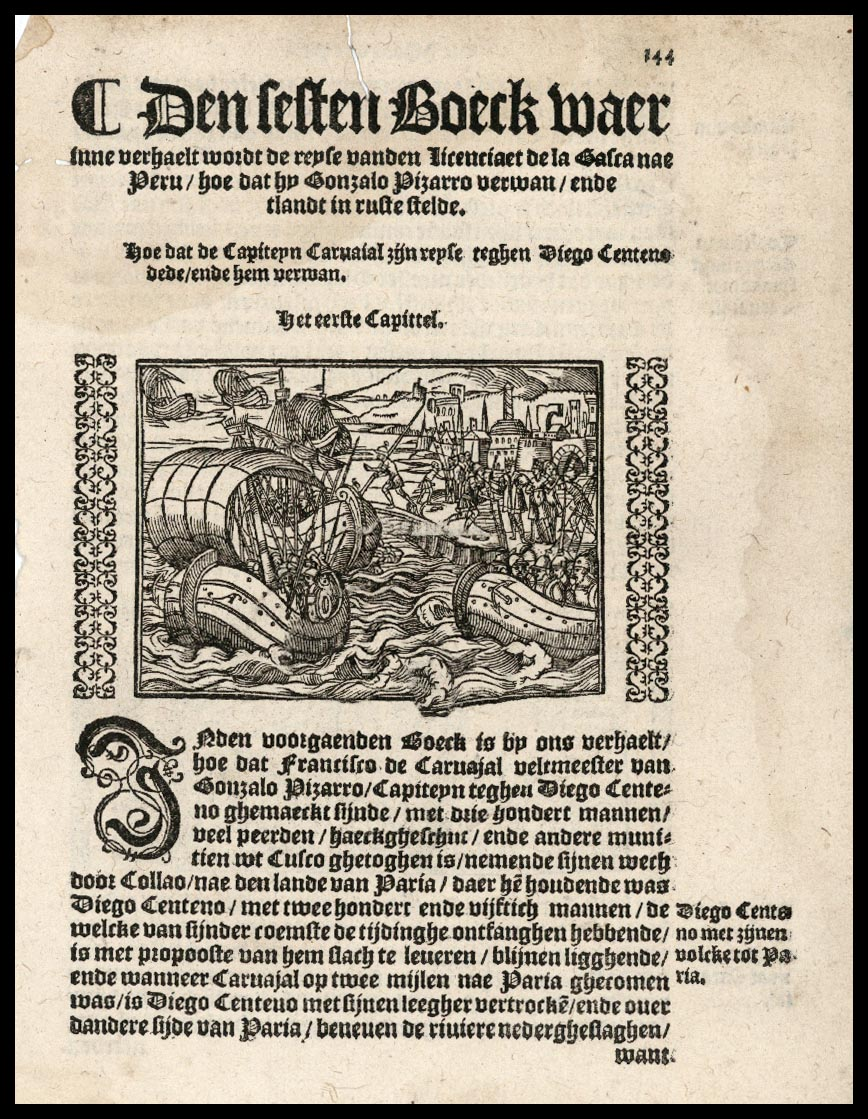
Gonzalo Pizarro navegando no Peru. 1554

Gonzalo e Juan Pizarro cuidaram da colonização de Cusco, enquanto seu irmão mais velho Francisco explorava a costa oeste do norte do Peru e fundava a cidade de Lima em 1535. Gonzalo, Juan e Hernando governaram Cusco ditatorialmente, com ganância, corrupção política e brutalidade, torturando e executando aqueles que se recusavam a aceitar o domínio espanhol. Seu governo corrupto também causou uma rebelião inca liderada por Manco Capac II, que iniciou uma luta por direitos iguais e reclamou liberdade do cruel governo espanhol. Os incas atacaram os espanhóis em vários cercos e batalhas pelo controle da terra e temporariamente capturaram Cuzco em 6 de maio de 1536. Os incas foram depois derrotados pelos soldados espanhóis pesadamente armados liderados por Gonzalo e Juan. A varíola também se espalhou entre os nativos e muitos pereceram.
Quando Almagro retornou do Chile desapontado por não ter encontrado nenhum ouro, ele capturou e aprisionou Gonzalo e Hernando em 1537. Eles conseguiram escapar e se juntaram a Francisco Pizarro na fuga para Lima. Quando Gonzalo e Hernando observaram que Almagro também queria tomar o controle de Cusco, eles o atacaram na batalha de Las Salinas em abril de 1538. Durante estes eventos, Almagro desistiu de Lima por uma negociação com Francisco sobre quem controlaria Cusco. Gonzalo e Hernando ouviram as intenções ameaçadoras de Almagro e lideraram um exército contra ele, derrotando suas forças e depois condenando-o por traição. Almagro foi executado em 8 de julho de 1538, sob ordens de Hernando.

## Expedições com Francisco de Orellana
Em 1541, Gonzalo foi declarado governador de Quito. Não satisfeito e encorajado por Francisco Pizarro, ele conduziu uma expedição a leste de Quito com Francisco de Orellana em busca da fantasiosa cidade de Eldorado e do país da canela. Em Quito, Gonzalo conseguiu recrutar 220 espanhóis e 4 000 nativos americanos. O segundo-em-comando, Orellana, foi enviado a Guayaquil para recrutar mais tropas e cavalos. Gonzalo Pizarro e seus seguidores deixaram Quito em fevereiro de 1541, um mês antes de Orellana, que conseguiu trazer 23 homens e vários cavalos. Em março, eles se encontraram no vale de Zumaco e começaram sua marcha para cruzar os Andes. Depois de seguir os cursos dos rios Coca e Napo, a expedição começou a ficar sem provisões. Cerca de 140 dos 220 espanhóis morreram, assim como 3 000 dos 4 000 nativos. Em fevereiro de 1542, eles decidiram que Orellana continuaria descendo o rio Napo em busca de comida junto com 50 homens.
Depois de pouco tempo, Gonzalo achou que a expedição era um desastre total e decidiu tomar a rota a norte de volta a Quito com 80 dos homens restantes, sem perceber que abriu mão do sucesso para Orellana, que terminou descobrindo e explorando o rio Amazonas em toda a sua extensão.
Com seu retorno a Quito, Gonzalo descobriu que os almagristas (como os seguidores de Almagro foram chamados) tinham assassinado seu irmão Francisco Pizarro em 26 de junho de 1541 em retaliação à execução de Almagro. Por essa época, o representante da coroa, Cristóbal Vaca de Castro, chegou ao Peru em meio à confusão após a morte de Pizarro. Gonzalo Pizarro ofereceu ajuda para capturar os responsáveis pela morte de seu irmão, mas não foi aceita.

## Gonzalo se volta contra o rei espanhol
O imperador Carlos V então indicou Blasco Núñez Vela como primeiro vice-rei do Peru em 1544. Núñez introduziu as Leis Novas, que foram compostas por Bartolomé de las Casas para proteger os indígenas. Muitos dos conquistadores que viviam no Peru foram contra estas leis porque eles não mais poderiam explorar os nativos. Isto estimulou Gonzalo Pizarro e Francisco de Carvajal a organizar um exército de seguidores com a intenção de suprimir as Leis Novas. Muitos conquistadores se voltaram contra o vice-rei e se juntaram a Gonzalo, e seu sobrenome forneceu um efetivo ponto de união. O exército rebelde derrotou Núñez em 1546 em Iñaquito, próximo a Quito. Embora alguns, como Carvajal, terem aconselhado Gonzalo a se proclamar rei do Peru e a renegar qualquer reivindicação futura do rei da Espanha à terra, ele recusou.
Nos meses seguintes, no entanto, o apoio a Gonzalo diminuiu, quando o novo representante do rei, Pedro de La Gasca, chegou com a intenção de oferecer perdão e revogar as Leis Novas. A maior parte do exército de Gonzalo desertou imediatamente antes da crucial batalha de Sacsayhuamán, próximo a Cusco, que determinaria o destino da conquista. Sendo improvável o apoio de um exército contra o novo representante do rei, Gonzalo Pizarro se rendeu e foi decapitado.